# 경첩관절
경첩 관절 또는 접번관절은 관절 표면이 한 평면에서만 운동을 허용하는 방식으로 서로 성형되어 있는 뼈 관절이다. 한 분류 체계에 따르면 이들은 단축(1개의 자유도를 가짐)이라고 한다. 이 운동에서 원위 뼈가 취하는 방향은 근위 뼈 축의 방향과 동일한 평면에 있는 경우는 거의 없다. 굴곡하는 동안 일반적으로 직선에서 어느 정도 벗어나는 경우가 있다.